# Cantone di Elbeuf
Il Cantone di Elbeuf è una divisione amministrativa dell'arrondissement di Rouen.
A seguito della riforma complessiva dei cantoni del 2014 è passato da 4 a 6 comuni.

## Composizione
Prima della riforma del 2014 comprendeva i comuni di:
- Elbeuf
- La Londe
- Orival
- Saint-Aubin-lès-Elbeuf

Dal 2015 comprende i comuni di:
- La Bouille
- Elbeuf
- Grand-Couronne
- La Londe
- Moulineaux
- Orival